# Inverse
Pour les articles homonymes, voir Inverse (homonymie).
En mathématiques, l'inverse d'un élément x (s'il existe) est le nom donné à l'élément symétrique, lorsque la loi est notée multiplicativement. Dans le cas réel, il s'agit du nombre qui, multiplié par x, donne 1. On le note x−1 ou 1/x.
Par exemple, dans {\displaystyle \mathbb {R} }, l'inverse de 3 est {\displaystyle {\frac {1}{3}}=0{,}333\dots }, puisque {\displaystyle {\frac {1}{3}}\times 3=1}.
C’est une notion ancienne à l’échelle des mathématiques, car les sumériens nous ont laissé des tablettes d’argile présentant des tables d’inverses en base 60, et les anciens égyptiens n’utilisaient que des fractions  de la forme 1/…, donc des inverses d’entiers.

## Définition
Soit {\displaystyle S} un monoïde, c.-à-d. un ensemble muni d'une loi de composition interne associative, qu'on note {\displaystyle \times }, et d'un élément neutre pour {\displaystyle \times } noté 1.
Un élément {\displaystyle x\in S} est dit inversible à gauche (respectivement inversible à droite) s'il existe un élément {\displaystyle y\in S} tel que {\displaystyle y\times x=1} (respectivement {\displaystyle x\times y=1}).
Il est dit inversible s'il est à la fois inversible à gauche et inversible à droite. L'élément y, qui est alors unique, est appelé l'inverse de x, et est noté x−1.

## Principaux cas
Le plus souvent, quand on parle d'éléments inversibles, on se place dans un groupe ou dans un anneau.

### Groupe
Dans un groupe {\displaystyle (G,\times )}, la loi de composition interne considérée est {\displaystyle \times } et par définition tous les éléments de {\displaystyle G} sont inversibles.

### Anneau (ou corps)
Dans un anneau {\displaystyle (A,+,\times )}, la loi de composition interne considérée est {\displaystyle \times } et tous les éléments ne sont pas forcément inversibles.
Les éléments inversibles de l'anneau forment un groupe pour la multiplication de l'anneau, appelé groupe des inversibles de cet anneau, et souvent noté U(A) ou A×.
Un anneau dont tous les éléments sont inversibles, mis à la part le neutre de la loi {\displaystyle +} (souvent noté {\displaystyle 0}), est par définition un corps.

## Exemples

### Anneaux et corps
- Dans l'anneau {\displaystyle (\mathbb {Z} ,+,\times )} des entiers relatifs, seuls 1 et –1 ont un inverse : eux-mêmes respectivement.
- Dans le corps {\displaystyle (\mathbb {R} ,+,\times )} des nombres réels et dans le corps {\displaystyle (\mathbb {Q} ,+,\times )} des rationnels, l'inverse de 2 est 1⁄2 = 0,5 et l'inverse de 4 est 0,25. La fonction inverse est l'application qui à tout réel non nul associe son inverse.
- Dans le corps {\displaystyle (\mathbb {C} ,+,\times )} des nombres complexes, l'inverse de l'unité imaginaire i est –i car i × (–i) = 1. Plus généralement, l'inverse d'un nombre complexe non nul {\displaystyle z=a+\mathrm {i} b} est le nombre {\displaystyle {\frac {1}{z}}={\frac {\bar {z}}{z{\bar {z}}}}={\frac {\bar {z}}{\|z\|^{2}}}={\frac {a-\mathrm {i} b}{a^{2}+b^{2}}}={\frac {a}{a^{2}+b^{2}}}-{\frac {b}{a^{2}+b^{2}}}\mathrm {i} }
- Dans le corps {\displaystyle (\mathbb {H} ,+,\times )} des quaternions, l'inverse d'un quaternion non nul {\displaystyle q=a+\mathrm {i} b+\mathrm {j} c+\mathrm {k} d} est le quaternion {\displaystyle {\frac {1}{\|q\|^{2}}}{\bar {q}}}, où {\displaystyle {\bar {q}}} est le conjugué quaternionique de q, soit {\displaystyle {\frac {1}{\|q\|^{2}}}{\bar {q}}={\frac {1}{a^{2}+b^{2}+c^{2}+d^{2}}}\times (a-\mathrm {i} b-\mathrm {j} c-\mathrm {k} d)}. Attention, la multiplication des quaternions n'est pas commutative.
- Dans l'anneau (ℤ/nℤ, +, ×), où n ≥ 2, les inversibles sont exactement les éléments {\displaystyle {\overline {m}}} tels que PGCD{\displaystyle (m,n)=1}. En particulier, si n est premier, alors cet anneau est un corps. Par exemple, dans l'anneau ℤ/10ℤ, l'inverse de 3 est 7 (car 3 × 7 = 21 est congru à 1 modulo 10), mais 2 n'a pas d'inverse.
- Dans l'anneau {\displaystyle (\operatorname {M} _{n}(\mathbb {R} ),+,\times )} des matrices carrées réelles, où n est un naturel fixé, l'ensemble des matrices inversibles est noté {\displaystyle \operatorname {GL} _{n}(\mathbb {R} )}. Par exemple, dans l'anneau des matrices 2×2, la matrice{\displaystyle A={\begin{pmatrix}1&1\\1&0\end{pmatrix}}}a pour matrice inverse{\displaystyle B={\begin{pmatrix}0&1\\1&-1\end{pmatrix}}}car A×B est égal à la matrice identité d'ordre 2.

Plus généralement, pour une matrice {\displaystyle A\in \operatorname {GL} _{n}(\mathbb {R} )}, son inverse A-1 s'exprime à partir de son déterminant et de sa comatrice : {\displaystyle A^{-1}={\frac {1}{\mathrm {det} (A)}}\mathrm {com} (A)^{T}}.

### Autres
Dans le monoïde (pour la composition) des applications d'un ensemble fixé dans lui-même, les applications qui possèdent des inverses à gauche sont les injections et celles qui possèdent des inverses à droite sont les surjections. Il en est de même dans l'anneau des endomorphismes d'un espace vectoriel.

## Remarques
Attention, lorsque f est à la fois une fonction numérique et une bijection, il ne faut pas confondre l'inverse avec sa bijection réciproque, dont la notation courante est f −1 :
{\displaystyle (f(x))^{-1}\neq f^{-1}(x)}.
Exemple pour la fonction cosinus {\displaystyle \cos :[0,\pi ]\to [-1,1]} : {\displaystyle (\cos x)^{-1}={\frac {1}{\cos x}},\quad \cos ^{-1}(x)=\arccos x}.

## Somme infinies d'inverses et propriétés intéressantes
Les séries numériques impliquant les inverses des nombres sont des cas d'école
{\displaystyle \sum _{k=1}^{n}{\frac {1}{k}}\longrightarrow +\infty } (série harmonique).
{\displaystyle \sum _{k=1}^{+\infty }{\frac {(-1)^{k}}{k}}=1-{\frac {1}{2}}+{\frac {1}{3}}-{\frac {1}{4}}+\dots =\ln(2)} (série harmonique alternée).
{\displaystyle \sum _{k=1}^{+\infty }\left({\frac {1}{k}}\right)^{2}=1+{\frac {1}{2^{2}}}+{\frac {1}{3^{2}}}+\dots ={\frac {\pi ^{2}}{6}}}, et plus généralement, la fonction zêta de Riemann
{\displaystyle \zeta (2m)=\sum _{k=1}^{+\infty }{\frac {1}{k^{2m}}}=1+{\frac {1}{2^{2k}}}+{\frac {1}{3^{2k}}}+\cdots ={\frac {|B_{2m}|(2\pi )^{2m}}{2(2m)!}},m\in \mathbb {Z} }, où  {\displaystyle |B_{2m}|} est la valeur absolue du nombre de Bernoulli.
Seuls deux nombres complexes sont opposés à leur inverse (soit {\displaystyle {\frac {1}{x}}=-x}) : i et –i (car ce sont les solutions de {\displaystyle x^{2}=-1}). 
Diviser par un nombre b revient à multiplier par l'inverse de b, {\displaystyle {\frac {a}{b}}=a{\frac {1}{b}}(b\neq 0)}.